# Mount Gretna Heights
Mount Gretna Heights és una concentració de població designada pel cens dels Estats Units a l'estat de Pennsilvània. Segons el cens del 2000 tenia 360 habitants.

## Demografia
Segons el cens del 2000, Mount Gretna Heights tenia 360 habitants, 168 habitatges, i 111 famílies. La densitat de població era de 1.069,2 habitants/km².
Dels 168 habitatges en un 19,6% hi vivien nens de menys de 18 anys, en un 58,9% hi vivien parelles casades, en un 4,2% dones solteres, i en un 33,9% no eren unitats familiars. En el 29,2% dels habitatges hi vivien persones soles el 7,1% de les quals corresponia a persones de 65 anys o més que vivien soles. El nombre mitjà de persones vivint en cada habitatge era de 2,14 i el nombre mitjà de persones que vivien en cada família era de 2,63.
Per edats la població es repartia de la següent manera: un 15,8% tenia menys de 18 anys, un 5,8% entre 18 i 24, un 26,4% entre 25 i 44, un 33,6% de 45 a 60 i un 18,3% 65 anys o més.
L'edat mediana era de 46 anys. Per cada 100 dones de 18 o més anys hi havia 94,2 homes.
La renda mediana per habitatge era de 46.354 $ i la renda mediana per família de 54.750 $. Els homes tenien una renda mediana de 33.750 $ mentre que les dones 36.250 $. La renda per capita de la població era de 25.996 $. Cap de les famílies i el 4,6% de la població estaven per davall del llindar de pobresa.

## Poblacions més properes
El següent diagrama mostra les poblacions més properes.